# Miljan Zeković
Miljan Zeković (czarn. Mиљaн Зeкoвић, ur. 15 listopada 1925 w Nikšiciu, zm. 10 grudnia 1993) – piłkarz czarnogórski grający na pozycji lewego obrońcy. W swojej karierze rozegrał 13 meczów w reprezentacji Jugosławii.

## Kariera klubowa
Swoją karierę piłkarską Zeković rozpoczął w klubie Sutjeska Nikšić. W sezonie 1946/1947 grał w nim w drugiej lidze jugosłowiańskiej. W 1947 roku odszedł do Budućnostu Titograd. W 1948 roku awansował z nim do pierwszej ligi, a w 1950 - spadł do drugiej.
W 1952 roku Zeković został zawodnikiem Crvenej zvezdy z Belgradu. Ze Crveną zvezdą czterokrotnie wywalczył tytuł mistrza Jugosławii w latach 1953, 1956, 1957 i 1959. Zdobył też dwa Puchary Jugosławii w latach 1958 i 1959.
W 1961 roku Zeković przeszedł do drugoligowego Čeliku Zenica, a w latach 1962–1964 grał w austriackiej Bundeslidze, w Grazerze AK, w którym zakończył swoją karierę.
| Sezon   | Klub               | Kraj       | Rozgrywki  | Mecze | Bramki |
| ------- | ------------------ | ---------- | ---------- | ----- | ------ |
| 1946/47 | Sutjeska Nikšić    | Jugosławia | Druga liga | ?     | ?      |
| 1947/48 | Budućnost Titograd | Jugosławia | Druga liga | ?     | ?      |
| 1948/49 | Budućnost Titograd | Jugosławia | Prva liga  | 17    | 0      |
| 1950    | Budućnost Titograd | Jugosławia | Prva liga  | 18    | 0      |
| 1951    | Budućnost Titograd | Jugosławia | Druga liga | ?     | ?      |
| 1952    | FK Crvena zvezda   | Jugosławia | Prva liga  | 5     | 0      |
| 1952/53 | FK Crvena zvezda   | Jugosławia | Prva liga  | 22    | 0      |
| 1953/54 | FK Crvena zvezda   | Jugosławia | Prva liga  | 25    | 0      |
| 1954/55 | FK Crvena zvezda   | Jugosławia | Prva liga  | 26    | 0      |
| 1955/56 | FK Crvena zvezda   | Jugosławia | Prva liga  | 17    | 0      |
| 1956/57 | FK Crvena zvezda   | Jugosławia | Prva liga  | 22    | 0      |
| 1957/58 | FK Crvena zvezda   | Jugosławia | Prva liga  | 20    | 0      |
| 1958/59 | FK Crvena zvezda   | Jugosławia | Prva liga  | 20    | 0      |
| 1959/60 | FK Crvena zvezda   | Jugosławia | Prva liga  | 10    | 0      |
| 1961/62 | Čelik Zenica       | Jugosławia | Druga liga | 13    | 1      |
| 1962/63 | Grazer AK          | Austria    | Bundesliga | 9     | 3      |
| 1963/64 | Grazer AK          | Austria    | Bundesliga | 6     | 3      |

## Kariera reprezentacyjna
W reprezentacji Jugosławii Zeković zadebiutował 21 września 1952 roku w wygranym 4:2 towarzyskim spotkaniu z Austrią. W tym roku został powołany do kadry na mistrzostwa świata w Chile, na których był rezerwowym i nie rozegrał żadnego meczu. W reprezentacji Jugosławii od 1952 do 1955 roku rozegrał 13 spotkań.
| Mecze i gole w reprezentacji | Mecze i gole w reprezentacji | Mecze i gole w reprezentacji   | Mecze i gole w reprezentacji | Mecze i gole w reprezentacji | Mecze i gole w reprezentacji | Mecze i gole w reprezentacji |
| #                            | Data                         | Stadion                        | Rywal                        | Wynik                        | Gol                          | Rozgrywki                    |
| 1952                         | 1952                         | 1952                           | 1952                         | 1952                         | 1952                         | 1952                         |
| ---------------------------- | ---------------------------- | ------------------------------ | ---------------------------- | ---------------------------- | ---------------------------- | ---------------------------- |
| 1.                           | 21.09.1952                   | Belgrad, Jugosławia            | Austria                      | 4:2                          | 0                            | towarzyski                   |
| 1953                         |                              |                                |                              |                              |                              |                              |
| 2.                           | 08.11.1953                   | Skopje, Jugosławia             | Izrael                       | 1:0                          | 0                            | el. MŚ 1954                  |
| 1954                         |                              |                                |                              |                              |                              |                              |
| 3.                           | 28.03.1954                   | Ateny, Grecja                  | Grecja                       | 1:0                          | 0                            | el. MŚ 1954                  |
| 4.                           | 22.09.1954                   | Cardiff, Walia                 | Walia                        | 3:1                          | 0                            | towarzyski                   |
| 5.                           | 26.09.1954                   | Saarbrücken, Protektorat Saary | Protektorat Saary            | 5:1                          | 0                            | towarzyski                   |
| 6.                           | 03.10.1954                   | Austria, Wiedeń                | Austria                      | 2:2                          | 0                            | towarzyski                   |
| 7.                           | 17.10.1954                   | Sarajewo, Jugosławia           | Turcja                       | 5:1                          | 0                            | towarzyski                   |
| 1955                         |                              |                                |                              |                              |                              |                              |
| 8.                           | 15.05.1955                   | Belgrad, Jugosławia            | Szkocja                      | 2:2                          | 0                            | towarzyski                   |
| 9.                           | 26.06.1955                   | Belgrad, Jugosławia            | Szwajcaria                   | 0:0                          | 0                            | towarzyski                   |
| 10.                          | 25.09.1955                   | Belgrad, Jugosławia            | RFN                          | 3:1                          | 0                            | towarzyski                   |
| 11.                          | 19.10.1955                   | Dublin, Irlandia               | Irlandia                     | 4:1                          | 0                            | towarzyski                   |
| 12.                          | 30.10.1955                   | Wiedeń, Austria                | Austria                      | 1:2                          | 0                            | towarzyski                   |
| 13.                          | 11.11.1955                   | Paryż, Francja                 | Francja                      | 1:1                          | 0                            | towarzyski                   |